# 돌가사리과
돌가사리과(Gigartinaceae)는 진정홍조강 돌가사리목에 속하는 홍조식물과의 하나이다. 10속 153종으로 이루어져 있다. 돌가사리(Chondracanthus tenellus), 진두발(Chondrus ocellatus), 가시깃꼴진두발(Chondrus armatus), 깃꼴진두발(Chondrus pinnulatus), 애기돌가사리(Chondracanthus intermedius) 등을 포함하고 있다.

## 하위 속
- 돌가사리속 (Chondracanthus)
- 진두발속 (Chondrus)
- Gigartina
- Iridaea
- Iridophycus
- Mazzaella
- Ostiophyllum
- Psilophycus
- Rhodoglossum
- Sarcothalia